# Geert Wilders
Geert Wilders (* 6. září 1963 Venlo, Nizozemsko) je nizozemský politik. Od roku 1998 je členem sněmovny reprezentantů (Tweede Kamer), dolní sněmovny nizozemského parlamentu. 
Je zakladatelem a předsedou Strany pro svobodu (Partij voor de Vrijheid – PVV), která je v Nizozemsku parlamentní stranou. Strana zvítězila v parlamentních volbách v roce 2023, když ve sněmovně získala 37 ze 150 mandátů. V květnu 2024 sestavila vládu. Kvůli odporu koaličních stran se ovšem Wilders nestal nizozemský premiérem. V červnu 2025 uvedl, že jeho strana nově vzniklou vládu opustí kvůli neshodám ohledně zpřísnění imigračních pravidel do země.
Je znám díky svým názorům na omezení imigrace a to především z těch států, které nejsou členy tzv. Západního světa. Je rovněž znám jako zarputilý kritik islámu. Přirovnával korán ke knize Mein Kampf a vedl kampaň za zákaz koránu v Nizozemsku. Je zastáncem ukončení imigrace z muslimských zemí do Nizozemska, a podporuje uvalení zákazu na stavbu nových mešit.
V roce 2008 vytvořil a vydal kontroverzní protiislámský film Fitna, který značně rozzuřil muslimy. Odsoudila jej však i řada nemuslimů. V roce 2009 měl G. Wilders navštívit ČR, ale z důvodu odporu části politického spektra byla jeho návštěva odložena.